# Levențivka, Novomoskovsk
Levențivka (în ucraineană Левенцівка) este un sat în comuna Mîhailivka din raionul Novomoskovsk, regiunea Dnipropetrovsk, Ucraina.

## Demografie
Componența lingvistică a localității Levențivka
     Ucraineană (98,65%)
     Rusă (1,35%)
Conform recensământului din 2001, majoritatea populației localității Levențivka era vorbitoare de ucraineană (98,65%), existând în minoritate și vorbitori de rusă (1,35%).